# Ilha de Itatiaia
Ilha de Itatiaia é uma ilha rochosa brasileira na Praia de Itapuã, no município de Vila Velha, no estado do Espírito Santo.
A ilha é considerada um santuário para aves originárias da região, em especial as andorinhas. É vizinha à Ilha das Garças.